# Söderhamn
Söderhamn er en by i Sverige og hovedbyen i Söderhamns kommun. Byen havde 12.056 indbyggere i 2005.